# Горьковское сельское поселение (Белгородская область)
Го́рьковское сельское поселение — упразднённое муниципальное образование в составе Грайворонского района Белгородской области Российской Федерации.
Административный центр — посёлок Горьковский.
19 апреля 2018 года упразднено при преобразовании Грайворонского района в Грайворонский городской округ. Образована Горьковская сельская территория.

## История
Горьковское сельское поселение образовано 20 декабря 2004 года в соответствии с Законом Белгородской области № 159.

## Население
| 2010 | 2011 | 2012 | 2013 | 2014 | 2015 | 2016 |
| ---- | ---- | ---- | ---- | ---- | ---- | ---- |
| 970  | ↘966 | ↗972 | ↗976 | ↘947 | ↗955 | ↘949 |
| 2017 | 2018 |      |      |      |      |      |
| ↘938 | ↘919 |      |      |      |      |      |

## Состав сельского поселения
| № | Населённый пункт | Тип населённого пункта          | Население |
| - | ---------------- | ------------------------------- | --------- |
| 1 | Горьковский      | посёлок, административный центр | ↗429      |
| 2 | Доброполье       | посёлок                         | ↘52       |
| 3 | Казачок          | посёлок                         | ↗22       |
| 4 | Совхозный        | посёлок                         | ↘90       |
| 5 | Чапаевский       | посёлок                         | ↘377      |